# Eduardo Poirier
Eduardo Poirier Toledo (nacido en Valparaíso, 1860 o 1865-1924) fue escritor y diplomático chileno.

## Biografía
Era hijo de Eduardo Poirier de Mezieres y Rosa Toledo. Se casó el 27 de mayo de 1912 en Santiago de Chile, con Elena García Collao.
Al inaugurarse el monumento en homenaje al ingeniero Guillermo Wheelwright, pronunció un recordado discurso.
En 1886 fue gerente de la Compañía Nacional de Teléfonos.
Falleció en 1924.

### Carrera literaria
Dominaba los idiomas inglés, polaco y francés. Tradujo varias novelas al español, publicando algunas de ellas en las páginas de El Mercurio de Valparaíso, en el que escribió por varias décadas. En 1886 publicó su traducción del libro "Recobrada" (Called back) de Hugh Conway. En 1900 editó su traducción de "Quo vadis? (A donde vas?)", novela del polaco Henryk Sienkiewicz.
Al año siguiente, publicó en Valparaíso junto a su amigo Rubén Darío la novela "Emelina", que sería la primera obra impresa de Darío y predecesora de su exitoso libro "Azul...". Poirier dedica "Emelina" a Agustín R. Edwards, editor de El Mercurio. Rubén Darío, en tanto, escribió en la presentación del texto:

Es nuestra primera novela, obra que tiene todos los tropiezos de un primer libro. Ah, escrita para un certamen, en diez días, como la suerte ayudaba, sin preparación alguna, ¡hay que confesar que ella pudo ser peor!

Tal como es, sin pretensiones, sencilla, franca, va al público 'a buscar fortuna'.

Su primer libro en solitario  llevó por título "Alberto Arias Sánchez", en honor del diplomático y literato ecuatoriano, y apareció en 1899. Posteriormente publicó pequeños libros o folletos, entre ellos "El Excmo. Sr. D. Germán Riesco", "Manual de telegrafía práctica", "Biografía del general don Carlos Ezeta", "Actuación de la República de Guatemala en la América Central", "Higiene y Salubridad en Guatemala", y "La misión Poirier en los Estados Unidos Mexicanos".
En 1910 dio a luz pública el libro "Chile en 1910", conmemorando el centenario de Chile, incluyendo datos históricos, estadísticos y grabados del país, además de un capítulo dedicado a las repúblicas de las tres Américas. Es considerada una obra "clásica".
En 1919 publicó su discurso titulado "El fin de la Guerra Mundial", pronunciado en su cargo de enviado extraordinario y ministro plenipotenciario.

### Carrera diplomática
En 1887 se desempeñaba como Cónsul General de Nicaragua en Valparaíso. En julio de 1901, por muerte del cónsul Arias Sánchez, fue nombrado Cónsul General del Ecuador en Valparaíso.
Representó a Guatemala en el Tercer Congreso Científico Latinoamericano de 1905, realizado en la ciudad de Río de Janeiro, Brasil.
En 1919 era enviado extraordinario y ministro plenipotenciario de Guatemala en Chile, Brasil y Uruguay.